# Hermit
Le hermit est une langue éteinte des langues des îles de l'Amirauté en  province de Manus. Il était parlé sur l'île éponyme et sur les îles Luf et Maron.